# 칠레의 국기

칠레의 국기 비율 2:3

칠레의 국기는 1817년 10월 18일에 채택되었다.
국기 아래쪽에는 빨간색 가로 줄무늬, 국기 위쪽에는 하얀색 가로 줄무늬가 그려져 있으며 깃대 왼쪽 상단에는 파란색 정사각형이 그려져 있다. 정사각형 안에는 하얀색 별이 그려져 있다. 스페인어로는 "외로운 별"이라는 뜻을 가진 라 에스트레야 솔리타리아(스페인어: La Estrella Solitaria)라고 부른다.
빨간색은 독립을 위해 선조들이 흘린 피를, 파란색은 하늘과 태평양을, 하얀색은 하얀 눈에 덮인 안데스산맥을, 별은 명예와 진보의 길잡이를 의미한다.

## 규격과 색상

칠레의 국기 규격

칠레의 국기 규격과 색상은 다음과 같다.
| 색상 | 파랑               | 하양                  | 빨강                |
| ---- | ------------------ | --------------------- | ------------------- |
| RGB  | 0–57–166 (#0039A6) | 255–255–255 (#FFFFFF) | 213–43–30 (#D52B1E) |

## 그 외의 기

해군기
대통령기

## 과거의 기

1812년-1814년
1817년-1818년